# Slavica Đukić
Slavica Đukić, född den 7 januari 1960 i Veliko Gradište, Jugoslavien, är en österrikisk och tidigare jugoslavisk handbollsspelare.
Hon tog OS-guld i damernas turnering i samband med de olympiska handbollstävlingarna 1984 i Los Angeles.